# Tambour d'océan
Ne doit pas être confondu avec Tambour d'eau.

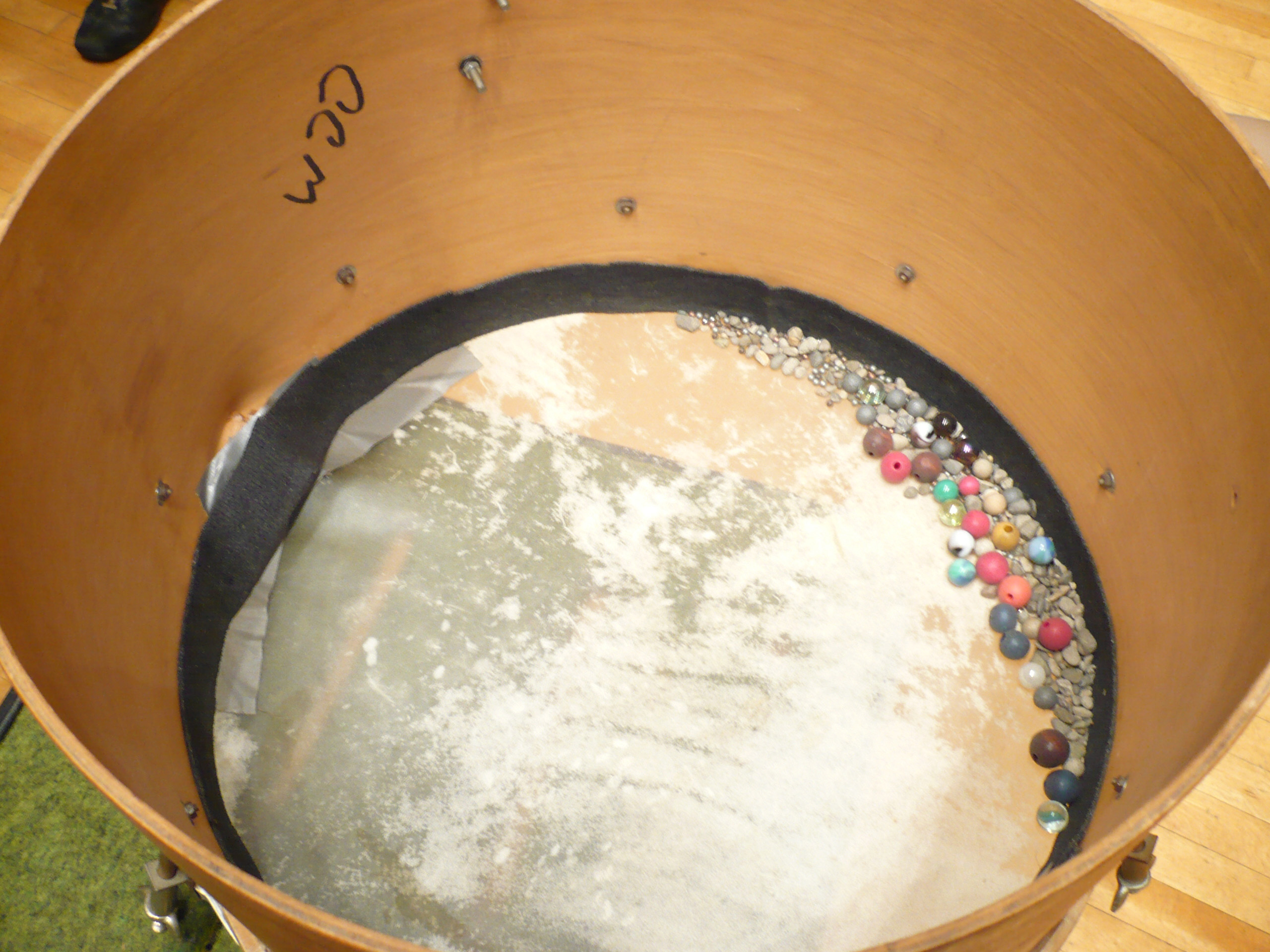
Tambour d'océan

Le tambour d'océan (ocean drum, géophone, ou encore surf maker) est un instrument de musique à percussion d'Amérique du Nord. Il a été inventé par Olivier Messiaen en 1972.
Tambour sur cadre, avec une double membrane, à l’intérieur de laquelle sont glissées des billes en plomb qui roulent et imitent le bruit de la mer.